# 岑山渡
岑山渡是中国安徽省黄山市歙县雄村镇雄村的一个自然村，三面环山，东为蛇形山，西为御史山，村前为新安江，村名得名于不远处江中的岑山（小南海）。对岸为柘林村。
村内主干道为“中书巷”，以一个程氏族人的官衔而得名。
岑山渡人称徽商第二码头，是明清时期徽商进出货物的物流中心。民国时期，歙县旅沪人士达万人以上。1934年，为了使歙县旅沪亡人叶落归根，歙县旅沪同乡会建造了首安堂的两座殡舍，分别在深渡的满坦和岑山渡的瑶湾，占地约400平方米，专门停放从上海运回歙县的灵柩。抗日战争期间，江苏高等法院江南临时庭曾在岑山渡办公。

## 岑山渡程氏
岑山渡居民以程姓为主，上承篁墩程氏统宗祠，以311年晋代永嘉南渡后新安太守程元谭为始祖。元至正（1338年），43世程城从歙县大程村（槐塘）迁居岑山渡，分立出岑山渡程氏。
明清时期，岑山渡村的徽商利用新安江水运之便，大批前往苏杭、淮扬经商，尤其是经营盐业，不少成为巨商，多从新安江水路入杭州，再转道两淮，以扬州和淮安为核心。程氏盐商掌控两淮盐业百余年，江苏扬州和淮安的程姓多为岑山渡村盐商后裔。
岑山渡程氏宗祠（显承堂）是典型的徽州宗祠，也是该村最具代表性的建筑物，由程姓徽商建于明代万历年间，始建于万历十九年（1591），竣工于万历四十五年（1617），有近500年历史，坐南朝北，依山傍水，占地面积3000余平方米，规模宏大，前后四进。两旁小祠，供奉女性及他姓祖宗牌位。现有中进一对青石狮子，后进大厅16根大石柱、“四世一品”、“四世进士”、“兄弟进士”、“同胞进士”等匾额十余块，以及历代程氏先人的牌位。文革中程氏祠堂曾遭到严重破坏，改为村委会和小学。
岑山渡程氏盐商致富后，将大量财富用于助边防、兴水利、办义学、赈灾济难。扬州瘦西湖、南河下、淮安河下的许多路桥、码头等，岑山渡村的祠堂、堤坝等皆由徽商捐建。程大功在家乡捐建了200米护岸河堤。

## 其他
许国、王茂荫死后分别葬于岑山渡村北东侧的的蛇形山和西侧的御史山。

## 村志
2019年，《岑山渡村志》由安徽人民出版社出版。